# Kabinett Trunk I
Das Kabinett Trunk I bildete vom 4. August 1920 bis 21. November 1921 die Landesregierung von Baden.
In seiner 62. Sitzung vom 4. August 1920 wählte der Landtag Staatsrat Schön sowie den Staatspräsidenten und dessen Stellvertreter.
| Amt                   | Name                                                                  | Partei    |
| --------------------- | --------------------------------------------------------------------- | --------- |
| Staatspräsident       | Gustav Trunk                                                          | Z         |
| Inneres               | Adam Remmele auch Stellvertreter des Staatspräsidenten                | SPD       |
| Justiz                | Gustav Trunk                                                          | Z         |
| Kultus und Unterricht | Hermann Hummel                                                        | DDP       |
| Finanzen              | Heinrich Köhler                                                       | Z         |
| Arbeit                | Leopold Rückert bis 18. Januar 1921 Wilhelm Engler ab 4. Februar 1921 | SPD SPD   |
| Staatsräte            | Ludwig Marum Josef Weißhaupt Georg van Eyck Friedrich Schön           | SPD Z DDP |